# Jornal Pioneiro
O Pioneiro é um jornal fundado em 1948 na região nordeste do estado do Rio Grande do Sul, com sede em Caxias do Sul, RS e que desde 1993 pertence ao Grupo RBS. O jornal, inicialmente de circulação semanal passou a ser de circulação diária, desde o ano de 1981, possuindo também uma versão online desde 2008 e aplicativos para IOS desde 2011 e Android desde 2012. Em 3 de dezembro de 2020, todos os conteúdos do jornal e da rádio Gaúcha Serra migraram para a plataforma GZH, do mesmo grupo.
Prêmios
Prêmio ExxonMobil de Jornalismo (Esso)
- 2002: ganhou o Esso Regional Sul, concedido a Letícia Duarte e Ciro Fabres Neto, pela reportagem "Adolescência Prostituída"[2]